# Protoryx
Protoryx — вимерлий рід козлів-антилоп. Новий вид P. tuvaensis був описаний Є. Л. Дмитрієвою та Н. В. Сердюком у 2011 році з Росії.